# سیاهکشان
سیاهکشان،
روستایی در ۲۵ کیلومتری جنوب بخش رحیم‌آباد از توابع شهرستان رودسر در ناحیه کوهپایه‌ای منطقه اشکورات سفلی در استان گیلان در ایران قرار دارد.
این روستا از شمال به روستای پلام، از جنوب به روستای دیورود (رودسر)، از شرق به روستای نیلو و از غرب به دیواره صخره‌ای محدود می‌شود.

رودخانه پلرود از وسط این روستا می‌گذرد و آن را به دو قسمت تقسیم می‌کند که توسط یک پل به هم وصل می‌شوند، قسمت شرقی رودخانه در تقسیمات کشوری با اسم «سیاهکشان» و قسمت غربی رودخانه با اسم «نیلو پردسر» نامیده شده است؛ ولی در مجموع به اسم سیاهکشان شناخته شده‌اند.
دو قسمت شرقی و غربی رودخانه خود به دو قسمت بالا محله (جٌر محله) و پایین محله (جیر محله) تقسیم شده‌است.

## جمعیت روستای سیاهکشان
کل جمیعت روستا ۸۰ نفر بوده که در حال حاضر فقط ۳۸ نفر در روستا ساکن می‌باشند و بقیه به خصوص جوانان بعلت تحصیلات، کار و ازدواج به شهرهای استان‌های گیلان، مازندران، تهران و … مهاجرت کرده‌اند.

## شغل مردم سیاهکشان
شغل مردم روستا کشاورزی، دامپروری و به تازگی پرورش مرغ و ماهی می‌باشد.

## جاذبه گردشگری
از نکات قابل توجه سیاهکشان وجود چشمه آب معدنی در فاصله ۱ کیلومتری جنوب روستا (به سمت روستای دیورود) می‌باشد که برای درمان درد معده مفید بوده و افراد زیادی برای مصرف آن از مناطق اطراف به آنجا می‌روند.
راه قدیمی رحیم آباد به اشکورات (چارودار راه) از کنار رودخانه پلرود و وسط روستا عبور کرده‌است.

قسمت صخره‌ای پلام تا سیاهکشان این راه و دست نوشته‌های باقی مانده از دوران قدیم بر روی صخره‌های آن قابل توجه می‌باشد.

## تاریخ
محوطه جور محله سیاه کشان مربوط به دوران‌های تاریخی پس از اسلام است که در سیاه کشان واقع شده و این اثر در تاریخ ۲۷ بهمن ۱۳۸۲ با شمارهٔ ثبت ۱۰۹۸۵ به‌عنوان یکی از آثار ملی ایران به ثبت رسیده‌است.